# Oligosita novisanguinea
Oligosita novisanguinea är en stekelart som beskrevs av Girault 1912. Oligosita novisanguinea ingår i släktet Oligosita och familjen hårstrimsteklar. Inga underarter finns listade i Catalogue of Life.